# Georg Plasa
Georg Plasa (* 9. April 1960 in München; † 10. Juli 2011 in Rom) war ein deutscher Automobilrennfahrer.

## Leben
Plasa war auf Bergrennen spezialisiert. 2011 fuhr er in der Europa-Bergmeisterschaft. Davor konnte er von 2006 bis 2009 vier Mal in Folge den FIA Hillclimb Cup gewinnen.
Er gewann mehrfach den Titel des ADAC-Bergmeisters und den Alpen-Donau-Cup. Zudem war er Gewinner der deutschen Bergtrophäe und des internationalen österreichischen Bergpokals. Plasa war aktives Mitglied der Scuderia Magra, eines 1971 gegründeten Motorsportclubs in München, und dem Motorsport-Club am Tegernsee, mit dessen Bewerberlizenz er auch an den Start ging. Er lebte im oberbayerischen Warngau und unterhielt in seinem Heimatort einen Motorsportbetrieb. Daneben betätigte er sich als Autor für das Motorsportmagazin Speedweek.
Am 10. Juli 2011 verunglückte Georg Plasa beim achten Lauf zur Europameisterschaft 2011, der 50. Coppa Bruno Carotti im italienischen Rieti, schwer. Er kam mit seinem selbst aufgebauten BMW-134-Judd-V8 von der Strecke ab und prallte mit über 200 km/h nahezu ungebremst gegen eine Felsmauer. Trotz sofort eingeleiteter Wiederbelebungsmaßnahmen konnte in der Gemelli-Klinik in Rom nur noch sein Tod festgestellt werden. Bereits auf dem Transport im Rettungshubschrauber soll der Tod eingetreten sein.

## Erfolge
- 1996 Gesamtsieger im Gruppe-H-Berg-Cup
- 1997 Gesamtsieger im Gruppe-H-Berg-Cup
- 1997 Deutsche Berg-Trophäe für Tourenwagen
- 1999 Deutscher Automobil Bergmeister
- 2002 Sieger im Gruppe-H-Berg-Cup (Division 3)
- 2003 FIA Hill Climb Challenge
- 2004 FIA Hill Climb Challenge
- 2006 FIA Hill Climb Cup
- 2007 FIA Hill Climb Cup
- 2008 FIA Hill Climb Cup (Erster Platz in beiden Regionen)
- 2009 FIA Hill Climb Cup (Zweiter Platz in der Region 1; Erster Platz in der Region 2)

### Rekorde
Plasa hält den aktuellen Streckenrekord für Tourenwagen mit einem selbst aufgebauten BMW E82 Gruppe E1 mit Judd-V8-Motor bei folgenden Bergrennen:
- 2011 Trierer Bergrennen 1:38,783
- 2011 Ecce Homo (Bergrennen) 3:02.199

Mit einem selbst aufgebauten BMW E36 Gruppe E1 mit Judd-V8-Motor stellte er folgende Streckenrekorde auf, die nach wie vor gültig sind:
- 2009 Bergrennen Mickhausen 51,669
- 2009 Bergrennen Verzegnis 2:38,946
- 2009 Rechbergrennen 2:04,964
- 2007 Bergrennen St. Agatha 1:12,696
- 2007 Bergrennen Ústecká (CZ) 1:59,12